# Liste des chapitres et épisodes d'Aria
Cet article a pour but de recenser et fournir un bref synopsis de chaque chapitre et épisode du manga ARIA.

## Manga

### AQUA
| no | Japonais        | Japonais      | Français         | Français      |
| no | Date de sortie  | ISBN          | Date de sortie   | ISBN          |
| --- | --------------- | ------------- | ---------------- | ------------- |
| 1 | 27 juillet 2001 | 4-7575-0504-3 | 26 décembre 2006 | 2-35100-158-3 |
| Titre du volume : Voyage 1 Personnage de couverture : Akari Mizunashi Réédition japonaise : 3 octobre 2003 (ISBN 4-901926-89-6)Liste des chapitres : Navigation 01 : La planète aquatique Navigation 02 : Ondine Navigation 03 : La ville sous les eaux Navigation 04 : Le Royaume des chats Navigation 05 : La Colline de l'Espoir                                                                                    |                 |               |                  |               |
| 2 | 27 mars 2002    | 4-7575-0647-3 | 7 mars 2007      | 2-35100-214-8 |
| Titre du volume : Voyage 2 Personnage de couverture : Akari Mizunashi (originale) Alicia Florence (réédition) Réédition japonaise : 3 octobre 2003 (ISBN 4-901926-90-X)Liste des chapitres : Navigation 06 : Le premier client Navigation 07 : Le blues du Directeur Navigation 08 : La clochette lunaire Navigation 09 : Voilà le héros Navigation 10 : Le feu d'artifice Special navigation : Le rhume et les purins |                 |               |                  |               |

### ARIA
| no | Japonais          | Japonais          | Français          | Français          |
| no | Date de sortie    | ISBN              | Date de sortie    | ISBN              |
| --- | ----------------- | ----------------- | ----------------- | ----------------- |
| 1 | 10 octobre 2002   | 4-901926-12-8     | 6 juin 2007       | 978-2-35100-230-8 |
| Titre du volume : Voyage 1 Personnage de couverture : Akari MizunashiListe des chapitres : Navigation 01 : Néo-Vénézia Navigation 02 : Le radoub Navigation 03 : Le Pont des Soupirs Navigation 04 : Entre soleil et pluie Navigation 05 : Vogare Longa                                                        |                   |                   |                   |                   |
| 2 | 10 mars 2003      | 4-901926-36-5     | 12 juillet 2007   | 978-2-35100-246-9 |
| Titre du volume : Voyage 2 Personnage de couverture : Akari MizunashiListe des chapitres : Navigation 06 : Les mouches de neige Navigation 07 : Le paradis Special navigation : Le quotidien du directeur Navigation 08 : Le chant d'une étoile Navigation 09 : Augurio Buananno Navigation 10 : Le carnaval   |                   |                   |                   |                   |
| 3 | 10 juillet 2003   | 4-901926-71-3     | 26 septembre 2007 | 978-2-35100-294-0 |
| Titre du volume : Voyage 3 Personnage de couverture : Akari MizunashiListe des chapitres : Navigation 11 : Le plus beau de printemps Navigation 12 : À l'ombre d'un cerisier en fleur Navigation 13 : Le trésor de Néo-Vénézia. Navigation 14 : Les 3 Fées de l'Eau Navigation 15 : La Festa del Bocolo        |                   |                   |                   |                   |
| 4 | 10 février 2004   | 4-86127-016-2     | 12 décembre 2007  | 978-2-35100-324-4 |
| Titre du volume : Voyage 4 Personnage de couverture : Alicia FlorenceListe des chapitres : Navigation 16 : Neverland Navigation 17 : L'eau fuyante Navigation 18 : Le poisson volant Navigation 19 : La fée légendaire Navigation 20 : La festa del redentore                                                  |                   |                   |                   |                   |
| 5 | 10 août 2004      | 4-86127-062-6     | 2 avril 2008      | 978-2-35100-399-2 |
| Titre du volume : Voyage 5 Personnage de couverture : Aika GranzchestaListe des chapitres : Navigation 21 : Le facteur Navigation 22 : Canzone Navigation 23 : La nuit au nuage météorique Navigation 24 : Margharita Navigation 25 : Poursuiveur d'ombre                                                      |                   |                   |                   |                   |
| 6 | 11 janvier 2005   | 4-86127-110-X     | 10 septembre 2008 | 978-2-35100-443-2 |
| Titre du volume : Voyage 6 Personnage de couverture : Alice CarrollListe des chapitres : Navigation 26 : Des jours orangés Navigation 27 : Verre vénitien Navigation 28 : Snow White Navigation 29 : Enfant perdu Navigation 30 : Nuit de chemin de fer de la voie lactée Special navigation : Monde parallèle |                   |                   |                   |                   |
| 7 | 10 septembre 2005 | 4-86127-194-0     | 14 janvier 2009   | 978-2-35100-477-7 |
| Titre du volume : Voyage 7 Personnage de couverture : Akira FerrariListe des chapitres : Navigation 31 : Déesses du printemps Navigation 32 : Coupure de courant Navigation 33 : Miroir Navigation 34 : Vaporetto Navigation 35 : Les cheveux, les barrettes à cheveux et moi Special navigation : Robot       |                   |                   |                   |                   |
| 8 | 10 janvier 2006   | 4-86127-224-6     |                   |                   |
| Titre du volume : Voyage 8 Personnage de couverture : Athena Glory |                   |                   |                   |                   |
| 9 | 10 juillet 2006   | 4-86127-282-3     |                   |                   |
| Titre du volume : Voyage 9 Personnage de couverture : Aika Granzchesta |                   |                   |                   |                   |
| 10 | 30 mars 2007      | 978-4-86127-370-4 |                   |                   |
| Titre du volume : Voyage 10 Personnage de couverture : Akino Ametsuchi |                   |                   |                   |                   |
| 11 | 3 octobre 2007    | 978-4-86127-431-2 |                   |                   |
| Titre du volume : Voyage 11 Personnage de couverture : Alice Carroll |                   |                   |                   |                   |
| 12 | 10 mars 2008      | 978-4-86127-482-4 |                   |                   |
| Titre du volume : Voyage 12 Personnage de couverture : Akari Mizunashi |                   |                   |                   |                   |

### ARIA - The MASTERPIECE
Version kanzenban regroupant AQUA et ARIA, cette édition grand format en 7 tomes est sorti au Japon entre janvier 2016 et novembre 2017 chez MAG Garden.
 En France, cette version est éditée chez Ki-oon depuis janvier 2020.
| no | Japonais         | Japonais | Français        | Français          |
| no | Date de sortie   | ISBN     | Date de sortie  | ISBN              |
| --- | ---------------- | -------- | --------------- | ----------------- |
| 1 | 9 janvier 2016   |          | 23 janvier 2020 | 979-10-327-0575-9 |
| Personnage de couverture : Akari MizunashiListe des chapitres : - Navigation 1 : La planète Aqua - Navigation 2 : Les ondines - Navigation 3 : La ville sous les eaux - Navigation 4 : Le royaume des chats - Navigation 5 : La colline de l'espoir - Navigation 6 : Le premier client - Navigation 7 : Pauvre directeur - Navigation 8 : La clochette lumineuse - Navigation 9 : Le feu d'artifice |                  |          |                 |                   |
| 2 | 10 mars 2016     |          | 5 mars 2020     | 979-10-327-0584-1 |
| Personnage de couverture : Alicia FlorenceListe des chapitres : - Navigation 10 : Néo-Venise - Navigation 11 : En cale sèche - Navigation 12 : La vie de justicier - Navigation 13 : Le pont des Soupirs - Navigation 14 : La pluie ensoleillée - Navigation 15 : Le Vogalonga - Navigation 16 : Les floconneux - Navigation 17 : Le paradis - Navigation spéciale : Le quotidien du directeur - Navigation 18 : Le chant d'Aqua - Navigation 19 : Auguri ! Buon anno ! - Navigation 20 : Le carnaval                       |                  |          |                 |                   |
| 3 | 10 mai 2016      |          | 11 juin 2020    | 979-10-327-0623-7 |
| Personnage de couverture : Aika S. GranzchestaListe des chapitres : - Navigation 21 : Le début du printemps - Navigation 22 : Sous un cerisier en fleur - Navigation 23 : Les coffres au trésor - Navigation 24 : Les trois fées de l'eau - Navigation 25 : La fête du Bocolo - Navigation 26 : Le pays imaginaire - Navigation 27 : Un mirage - Navigation spéciale : Rhume et flan - Navigation 28 : Le poisson qui nageait dans le ciel - Navigation 29 : La grande fée - Navigation 30 : La fête du Redentore           |                  |          |                 |                   |
| 4 | 10 novembre 2016 |          | 2 juillet 2020  | 979-10-327-0640-4 |
| Personnage de couverture : Akira E. FerrariListe des chapitres : - Navigation 31 : Le postier - Navigation 32 : Canzone - Navigation 33 : Une pluie d'étoiles filantes - Navigation 34 : Margherita - Navigation 35 : La poursuite de l'ombre - Navigation 36 : Orange Days - Navigation 37 : Le verre de Murano - Navigation spéciale : Les mondes parallèles - Navigation 38 : Blanche-Neige - Navigation 39 : L'orphelin - Navigation 40 : Train de nuit dans la Voie lactée                                             |                  |          |                 |                   |
| 5 | 10 mars 2017     |          | 15 octobre 2020 | 979-10-327-0670-1 |
| Personnages de couverture : Alice Carroll et MaaListe des chapitres : - Navigation 41 : La déesse du printemps - Navigation 42 : La coupure d'électricité - Navigation 43 : Le miroir - Navigation 44 : Le vaporetto - Navigation 45 : Une histoire de barrettes - Navigation spéciale : Le réplicant - Navigation 46 : La première gondole - Navigation 47 : Amnésique - Navigation spéciale : L'horoscope - Navigation 48 : L'île San Michele - Navigation 49 : Le coin secret - Navigation 50 : Le feu de joie           |                  |          |                 |                   |
| 6 | 10 juillet 2017  |          | 18 février 2021 | 979-10-327-0754-8 |
| Personnage de couverture : Athéna GloryListe des chapitres : - Navigation 51 : Paline - Navigation 52 : Le défi du jour - Navigation 53 : Les amis d'enfance - Navigation 54 : La prima donna - Navigation 55 : La fête de la lune - Navigation 56 : Le demi-anniversaire - Navigation spéciale : L'horoscope - Navigation 57 : Le traghetto - Navigation 58 : L'épiphanie - Navigation 59 : Les quatre saisons - Navigation 60 : Une leçon hors programme - Navigation spéciale : Des yeux d'aigue-marine                  |                  |          |                 |                   |
| 7 | 10 novembre 2017 |          | 3 juin 2021     | 979-10-327-0803-3 |
| Personnages de couverture : Ai, Athéna Glory, Aika S. Granzchesta, Akira E. Ferrarri et Alice CarrollListe des chapitres : - Navigation 61 : Le trèfle - Navigation 62 : La festa della sensa - Navigation 63 : Le Cait Sith - Navigation 64 : Un jour de repos - Navigation 65 : La princesse orange - Navigation 66 : Les poupées vivantes - Navigation 67 : La reine des roses - Navigation spéciale : Trois jeunes filles - Navigation 68 : Aigue-Marine - Navigation 69 : L'avenir - Navigation 70 : Les fées de l'eau |                  |          |                 |                   |

## Anime

### ARIA The Animation
| No             | Titre français                    | Titre japonais               | Titre japonais                | Date de 1re diffusion |
| No             | Titre français                    | Kanji                        | Rōmaji                        | Date de 1re diffusion |
| -------------- | --------------------------------- | ---------------------------- | ----------------------------- | --------------------- |
| 1              | Cet incroyable miracle…           | その 素敵な奇跡を…           | Sono duteki na kiseki o…      | 6 octobre 2005        |
| 2              | En ce jour spécial…               | その 特別な日に…             | Sono tokubetsu na hi ni…      | 13 octobre 2005       |
| 3              | Avec cette fille transparente…    | その 透明な少女と…           | Sono tōmei na shōjo to…       | 20 octobre 2005       |
| 4              | Cette lettre indélivrable…        | その 届かない手紙は…         | Sono todokanai tegami wa…     | 27 octobre 2005       |
| 5              | Cette île qui ne peut exister…    | その あるはずのない島へ…     | Sono aru hazu no nai shima e… | 3 novembre 2005       |
| 6              | Cette chose que tu veux protéger… | その 守りたいものに…         | Sono mamoritai mono ni…       | 10 novembre 2005      |
| 7              | Ce travail formidable…            | その 素敵なお仕事…           | Sono suteki na oshigoto o…    | 17 novembre 2005      |
| 8 (1re partie) | Ce Président déprimé…             | その 憂鬱な社長ったら…       | Sono yūutsu na Shachōttara…   | 24 novembre 2005      |
| 8 (2de partie) | Ce héros fantastique…             | その イケてるヒーローってば… | Sono iketeru hīrō tteba…      | 24 novembre 2005      |
| 9              | Cette fée de légende…             | その 星のような妖精は…       | Sono hoshi no yōna yōsei wa…  | 1er décembre 2005     |
| 10             | Ces chaudes vacances…             | その ほかほかな休日は…       | Sono hokahoka na kyūjitsu…    | 8 décembre 2005       |
| 11             | Par cette journée orange…         | その オレンジの日々を…       | Sono orenji no hibi o…        | 15 décembre 2005      |
| 12             | Ce délicat souhait…               | その やわらかな願いは…       | Sono yawaraka na negai wa…    | 22 décembre 2005      |
| 13             | Ce matin blanc…                   | その まっしろな朝を…         | Sono masshiro na asa o…       | 29 décembre 2005      |

### ARIA the Natural
| No | Titre français                                                                                         | Titre japonais                                          | Titre japonais                                                             | Date de 1re diffusion |
| No | Titre français                                                                                         | Kanji                                                   | Rōmaji                                                                     | Date de 1re diffusion |
| -- | --- | ------------------------------------------------------- | -------------------------------------------------------------------------- | --------------------- |
| 1  | Cette rencontre au Carnaval...                                                                         | その カーニバルの出逢いは...                            | Sono Kānibaru no Deai wa ...                                               | 2 avril 2006          |
| 2  | Cette chasse au trésor...                                                                              | その 宝物をさがして...                                  | Sono Takaramono o Sagashite ...                                            | 9 avril 2006          |
| 3  | Par cette nuit d'étoiles filantes...                                                                   | その 流星群の夜に...                                    | Sono Ryūseigun no Yoru ni ...                                              | 16 avril 2006         |
| 4  | Cette émotion à livrer...                                                                              | その ネオ·ヴェネツィア色の心は...                       | Sono Neo Venetsia-iro no Kokoro wa ...                                     | 23 avril 2006         |
| 5  | Ces choses que l'on trouve par ces journées printanières... / Cet émerveillement des jours pluvieux... | その 雨の日の素敵は... / その 春にみつけたものは...     | Sono Haru no Hi ni Mitsuketa Mono wa ... / Sono Ame no Hi no Suteki wa ... | 30 avril 2006         |
| 6  | Quant à ce visage souriant qui se reflète dans le miroir...                                            | その 鏡にうつる笑顔は...                                | Sono Kagami ni Utsuru Egao wa ...                                          | 7 mai 2006            |
| 7  | Vers le Royaume ces chats...                                                                           | その 猫たちの王国へ...                                  | Sono Nekotachi no Ōkoku e ...                                              | 14 mai 2006           |
| 8  | En ce jour de Bocolo...                                                                                | その ボッコロの日に...                                  | Sono Bokkoro no Hi ni ...                                                  | 21 mai 2006           |
| 9  | Les étoiles de ce visage nu...                                                                         | その 素顔の星たちは...                                  | Sono Sugao no Hoshitachi wa ...                                            | 28 mai 2006           |
| 10 | Cette ville chaleureuse et les gens...                                                                 | その あたたかな街と人々と...                            | Sono Atataka na Machi to Hitobito to ...                                   | 4 juin 2006           |
| 11 | Cette incroyable éclat...                                                                              | その 大切な輝きに...                                    | Sono Taisetsu na Kagayaki ni ...                                           | 16 juin 2006          |
| 12 | Poursuivre ce mirage inférieur... / La lumière des clochettes éolienne...                              | その 逃げ水を追って... / その 夜光鈴の光は...           | Sono Nigemizu o Otte ... / Sono Yakōrin no Hikari wa ...                   | 18 juin 2006          |
| 13 | Cette grande résolution...                                                                             | その でっかい自分ルールを...                            | Sono Dekkai Jibun Rūru o ...                                               | 25 juin 2006          |
| 14 | Cette nouvelle mémoire...                                                                              | その いちばん新しい想い出に...                          | Sono Ichiban Atarashii Omoide ni ...                                       | 2 juillet 2006        |
| 15 | Au milieu de ce vaste cercle...                                                                        | その 広い輪っかの中で...                                | Sono Hiroi Wakka no Naka de ...                                            | 9 juillet 2006        |
| 16 | Quant à la séparation avec cette gondole...                                                            | その ゴンドラとの別れは...                              | Sono Gondora to no Wakare wa ...                                           | 16 juillet 2006       |
| 17 | Si cette nuit pluvieuse devenait jour...                                                               | その 雨降る夜が明ければ...                              | Sono Ame Furu Yoru ga Akereba ...                                          | 23 juillet 2006       |
| 18 | Cette nouvelle Moi...                                                                                  | その 新しい自分に...                                    | Sono Atarashii Jibun ni ...                                                | 20 juillet 2006       |
| 19 | Cette pleurnicheuse... / Le cœur de cette jeune fille...                                               | その 泣き虫さんったら... / その 乙女心ってば...         | Sono Nakimushi-san ttara ... / Sono Otomegokoro tteba ...                  | 6 août 2006           |
| 20 | Quant à ceux qui n'ont pas d'ombre et pour cause...                                                    | その 影のない招くものは...                              | Sono Kage no Nai Maneku Mono wa ...                                        | 13 août 2006          |
| 21 | Cette nuit sur le chemin de fer sous la Voie Lactée...                                                 | その 銀河鉄道の夜に...                                  | Sono Ginga Tetsudō no Yoru ni ...                                          | 20 août 2006          |
| 22 | Dans ce monde parallèle... / Ceux qui veulent protéger Aqua...                                         | その パラレルワールドで... / その アクアを守るものよ... | Sono Fushigi Wōrudo de ... / Sono Akua o Mamoru Mono Yo ...                | 27 août 2006          |
| 23 | Si cette mer et l'amour pensaient...                                                                   | その 海と恋と想いと...                                  | Sono Umi to Koi to Omoi to ...                                             | 3 septembre 2006      |
| 24 | Cette ondine de demain...                                                                              | その 明日のウンディーネに...                            | Sono Ashita no Undīne ni ...                                               | 10 septembre 2006     |
| 25 | Ce crystal qui nous réunit...                                                                          | その 出逢いの結晶は...                                  | Sono Deai no Kesshou wa ...                                                | 17 septembre 2006     |
| 26 | Au milieu de cette neige d'un blanc immaculé...                                                        | その 真っ白な雪の中で...                                | Sono Shiroi Yasashii Machi Kara ...                                        | 24 septembre 2006     |

### ARIA The Origination
| No  | Titre français                                      | Titre japonais                   | Titre japonais                           | Date de 1re diffusion |
| No  | Titre français                                      | Kanji                            | Rōmaji                                   | Date de 1re diffusion |
| --- | --------------------------------------------------- | -------------------------------- | ---------------------------------------- | --------------------- |
| 1   | In That Spring Breeze That Finally Came to Visit... | その やがて訪れる春の風に...     | Sono Yagate Otozureru Haru no Kaze ni... | 7 janvier 2008        |
| 2   | That Smiling Customer ...                           | その 笑顔のお客さまは...         | Sono Egao no Okyakusama wa ...           | 14 janvier 2008       |
| 3   | Those Included Thoughts...                          | その こめられた想いを...         | Sono Komerareta Omoi o...                | 21 janvier 2008       |
| 4   | That Thing We Aim for Tomorrow...                   | その 明日を目指すものたちは...   | Sono Ashita o Mezasu Monotachi wa...     | 28 janvier 2008       |
| 5   | That Clover Keepsake...                             | そのおもいでのクローバーは...    | Sono Omoide no Kurōbā wa...              | 5 février 2008        |
| 5.5 | In That Little Secret Place...                      | その ちょっぴり秘密の場所に...   | Sono Choppiri Himitsu no Basho ni...     | 25 juin 2008 (OAV)    |
| 6   | That Extracurricular Lesson...                      | その課外授業に...                | Sono Kagai Jugyō ni...                   | 12 février 2008       |
| 7   | During That Gently Passing Time...                  | そのゆるやかな時の中に...        | Sono Yuruyaka na Toki no Naka ni...      | 19 février 2008       |
| 8   | That Important Person's Memories...                 | その大切な人の記憶に...          | Sono Taisetsu na Hito no Kioku ni...     | 25 février 2008       |
| 9   | Enveloped by That Orange Wind...                    | その オレンジの風につつまれて... | Sono Orenji no Kaze ni Tsutsumarete...   | 2 mars 2008           |
| 10  | That Moon-Gazing Night's Excitement...              | その お月見の夜のときめきは...   | Sono Otsukimi no Yoru no Tokimeki wa...  | 10 mars 2008          |
| 11  | On That Irregular Day...                            | その 変わりゆく日々に...         | Sono Kawariyuku Hibi ni...               | 17 mars 2008          |
| 12  | In That Blue Sea and Wind...                        | その 蒼い海と風の中で...         | Sono Aoi Umi to Kaze no Naka de...       | 24 mars 2008          |
| 13  | To That New Beginning...                            | その 新しいはじまりに...         | Sono Atarashii Hajimari ni...            | 31 mars 2008          |

### Aria the OVA ~Arietta~
Une OAV one-shot intitulé « ARIA The OVA ~Arietta~ » qui a été publiée le 21 septembre 2007.